# Обстріли Річківської сільської громади
Обстріли Річківської сільської громади — серія обстрілів та авіаударів російськими військами території села Річки та населених пунктів Річківської сільської громади Сумського району Сумської області в ході повномасштабного російського вторгнення в Україну.

## 2022

### 30 серпня
О 10:00 з повітряного простору РФ літак обстріляв околиці Хотінської та Річківської громад. Було випущено 3 ракети. Згодом також було 10 прильотів з міномету (120 мм), 5 прильотів ствольної артилерії та 40 прильотів РСЗВ. Близько 11:30 обстріл продовжився: 12 прильотів з міномету (120 мм), 10 прильотів зі ствольної артилерії.

## 2023

### 18 квітня
По селу Річки Річківської громади росіяни били з артилерії (7 влучань зі ствольної артилерії та 5 влучань із РСЗВ). Внаслідок ворожих обстрілів одна жінка дістала поранення, ще одна жінка від отриманих поранень померла у кареті швидкої допомоги. Через дві години ворог ще раз вдарив по селу із РСЗВ - 5 влучань. Від російського обстрілу постраждало обійстя Галини Турчин. Вибухом зруйнувало літню кухню, сарай, погреб, повибивало шибки у вікнах.

## 2024

### 24 березня
Пошкоджені школа, будинок культури, будівля сільради та приватні будинки – такі наслідки обстрілу російськими військовими села Річки Сумського району в ніч з 23 на 24 березня. В селі Вири Річківської громади був авіаційний удар та удар дрона-камікадзе. Там пошкоджені дитячий садок та адмінбудівля, зруйнована школа.  

### 14 травня
Ворог вдарив по території громади зі ствольної артилерії. Зафіксовано 10 вибухів.

### 24 травня
По Річківській громаді завдано удару FPV дроном (1 вибух).

### 28 липня
По громаді відбулося скидання невстановленого вибухового пристрою з ворожого БпЛА квадрокоптерного типу (1 вибух).

### 14 серпня
Зафіксовано авіаудар КАБ.

### 17 серпня
Був авіаудар КАБ (1 вибух).

### 24 серпня
По громаді завдано авіаудару (КАБ) (2 вибухи).